# 1797 en santé et médecine
| Années de la santé et de la médecine : 1794 - 1795 - 1796 - 1797 - 1798 - 1799 - 1800    |
| Décennies de la santé et de la médecine : 1760 - 1770 - 1780 - 1790 - 1800 - 1810 - 1820 |

Cet article présente les faits marquants de l'année 1797 en santé et médecine.

## Événements
- Cabanis soutient le projet de loi Baraillon sur l'exercice illégal de la médecine, selon lequel c'est à la République de décider qui peut ou non exercer la médecine[1]. Pour lutter contre le charlatanisme et le « brigandage » de la médecine, l'art de guérir nécessite un diplôme reconnu par la loi ce qui ne sera effectif que par la loi de 1803.

## Naissances
- 2 mai : Abraham Gesner (né en 1864), médecin et géologue canadien.
- 6 novembre : Gabriel Andral (mort en 1876), médecin pathologiste français.
- 19 décembre : Antoine Louis Dugès (mort en 1838), médecin et naturaliste français.
- 30 décembre : François Leuret (mort en 1851), anatomiste et aliéniste français.

## Décès
- 26 mars : James Hutton (né en 1726), médecin, géologue, naturaliste écossais.
- 13 juin : Samuel Auguste Tissot (né en 1728), médecin suisse.
- 21 juillet : Bertrand Pelletier (né en 1761), pharmacien et chimiste français.